# ノーム (数学)
数学の分野、特に楕円函数論において、ノーム (nome) とは、次式によって与えられる特殊函数のことである。 
{\displaystyle q=e^{-{\frac {\pi K'}{K}}}=e^{\frac {{\rm {i}}\pi \omega _{2}}{\omega _{1}}}=e^{{\rm {i}}\pi \tau }\,}
ここに K と iK ′ は1/4周期(quarter period)であり、ω1 と ω2 は周期の基本ペア(fundamental pair of periods)である。記号としては、1/4周期 K と iK ′ は通常、ヤコビの楕円函数(Jacobian elliptic functions)の文脈においてのみ用いられるが、1/2周期 ω1 と ω2 はヴァイエルシュトラスの楕円函数の文脈においてのみ用いられる。ω1 と ω2 を1/2周期というより全体の周期を表すために使うアポストル(Apostol)のような著者も居る。
ノームは楕円函数やモジュラ函数が表す値として頻繁に使われる。その一方で、1/4周期が楕円モジュラスの函数であることから、函数として考えることもある。楕円モジュラス、1/4周期、従ってノームの実数値が一意に決まることから、この曖昧さが起きる。
函数 τ = iK ′/K = ω1/ω2 は、楕円函数の 2つの1/2周期の比なので、1/2周期比(half-period ratio)と呼ばれることもある。
補ノーム(complementary nome) q1 は、
{\displaystyle q_{1}=e^{-{\frac {\pi K}{K'}}}}
で与えられる。
ノームに関連するさらなる定義や関係については、1/2周期(quarter period)や楕円積分(elliptic integral)を参照すること。
ヤコビの楕円関数の場合のノーム関数の母数{\displaystyle k}に対する値{\displaystyle q(k)}を数値として具体的に求めるのには、たとえば、
- 山内二郎、宇野利雄、一松信：「電子計算機のための数値計算法III」培風館（1972）．

の第11章:"楕円関数"の中の第11.2節:"ノームqの計算" に記述されている方法を用いることができる．